# Peter Landstorfer
Peter Landstorfer (* 1961 in München) ist ein deutscher Rechtsanwalt und Theaterautor.
Peter Landstorfer, lebt in München und schreibt seit 1987 fast jährlich ein Theaterstück, das von seiner Bühne „Das Landstorfer Ensemble“ uraufgeführt wird. Sein Erstlingswerk „Der bayerische Protectulus“ wurde 1988 vom Wilhelm Köhler Verlag veröffentlicht und war auf Anhieb ein sehr großer Erfolg. Seine Liebe gilt dem Theater als Schauspieler, Autor und Regisseur.
Landstorfer ist ein Vertreter einer anderen Art des Volkstheaters, denn seine Werke kommen ohne die üblichen Klischees aus, verlieren aber dadurch weder an Humor noch an Durchschlagskraft. Seiner Überzeugung nach sind die Elemente und Grundregeln des klassischen Theaters auch auf das Volkstheater anwendbar. Er zählt bereits in seinen jungen Jahren zu den meistgespielten und beliebtesten Autoren in Bayern.
Vom Bayerischen Fernsehen wurden in den Jahren 2008 bis 2017 einige seiner Werke aufgezeichnet und er spielte bei allen Fernsehproduktionen selbst mit. Im Juni 2020 folgte die Fernsehaufzeichnung „Da Austrags-Schwindel“ für den Komödienstadel mit seinem eigenen Ensemble und ihm als Regisseur.
In München baute er das Theater Gut Nederling auf. Im November 2004 wurde Landstorfer von der Stadt München mit der „Ehrenmedaille für Verdienste um die Münchner Volkskultur“ für sein Theaterschaffen geehrt. 2012 erhielt er von der Tiroler Landesregierung in Innsbruck den „Tiroler Adler-Orden“ für seine besonderen kulturellen Verdienste für Tirol.

## Stücke
- 1988 – Der bayerische Protectulus
- 1990 – Da Roagaspitz
- 1991 – Da Wolpertinger
- 1992 – Bayerische Prohibition
- 1992 – Mascara
- 1994 – Komödianten
- 1995 – Da Rauberpfaff
- 1996 – Elädrische
- 1996 – Wahl-Lump’n
- 1997 – Da Weltverdruß
- 1998 – Theater
- 2000 – Ratsch und Tratsch
- 2001 – Da Kufern
- 2001 – Hoffnung Dreizehnlinden
- 2002 – Umdraaht
- 2004 – Zu wenig und zu viel
- 2005 – Wob-baba-luba
- 2006 – Wias lafft, laffts
- 2007 – G’wandlaus
- 2008 – Bezahlte Urlaub
- 2008 – Was Neis nach Schiller
- 2009 – Da Schippedupfer
- 2009 – Glaube – Hofer – Heimat
- 2010 – Da blaue Kruag
- 2011 – An Engel spui i net
- 2011 – Da kahle Krempling
- 2011 – Narrnbacher Almabtrieb
- 2012 – Da Pfenningfuchser
- 2012 – Dreikinitag
- 2012 – Gscheide Spitzbuam
- 2013 – Da Austrags-Schwindel
- 2013 – Da Zeitbscheißer
- 2013 – Standlgschichten
- 2013 – Weihnachtswichtl
- 2014 – Durstige Christbaum
- 2014 – Gmoaweihnacht
- 2015 – Da Leftutti
- 2015 – Staade Zeit
- 2015 – Wann is denn Weihnachten?
- 2016 – Bixlmadam
- 2016 – Desmoi schenk ma uns nix
- 2016 – Weihnachtszug
- 2017 – Da Schandstich
- 2019 – Da Grantlhuaber
- 2019 – Der Schnaps der Kaiserin
- 2020 – Da Haftlmacher
- 2022 – Da Muhackl